# Muramvya
Muramvya es una localidad situada en el centro de Burundi, siendo la capital y ciudad más importante de su provincia homónima.
Se encuentra situada a unos 30 kilómetros de la capital, Buyumbura, y cuenta con una población aproximada de 18.000 personas.
- Datos: Q557529